# Rifugio L'Ermitage
Il rifugio L'Ermitage è un rifugio situato nel comune di Chamois, in Valle d'Aosta, a 1927 metri di quota.

## Caratteristiche e informazioni
Il nome in francese significa "eremo". Il rifugio ha assunto la forma attuale nel 2000. Ha 40 posti letto circa ed è aperto tutto l'anno.

## Accesso
Il rifugio è raggiungibile partendo da Chamois in circa 15 minuti. Il rifugio risulta chiuso dal 2023.

## Ascensioni
Si può salire al Col de Nana (2775 m, 4h e 45 circa a/r) ed eventualmente proseguire verso la Becca Trecare.

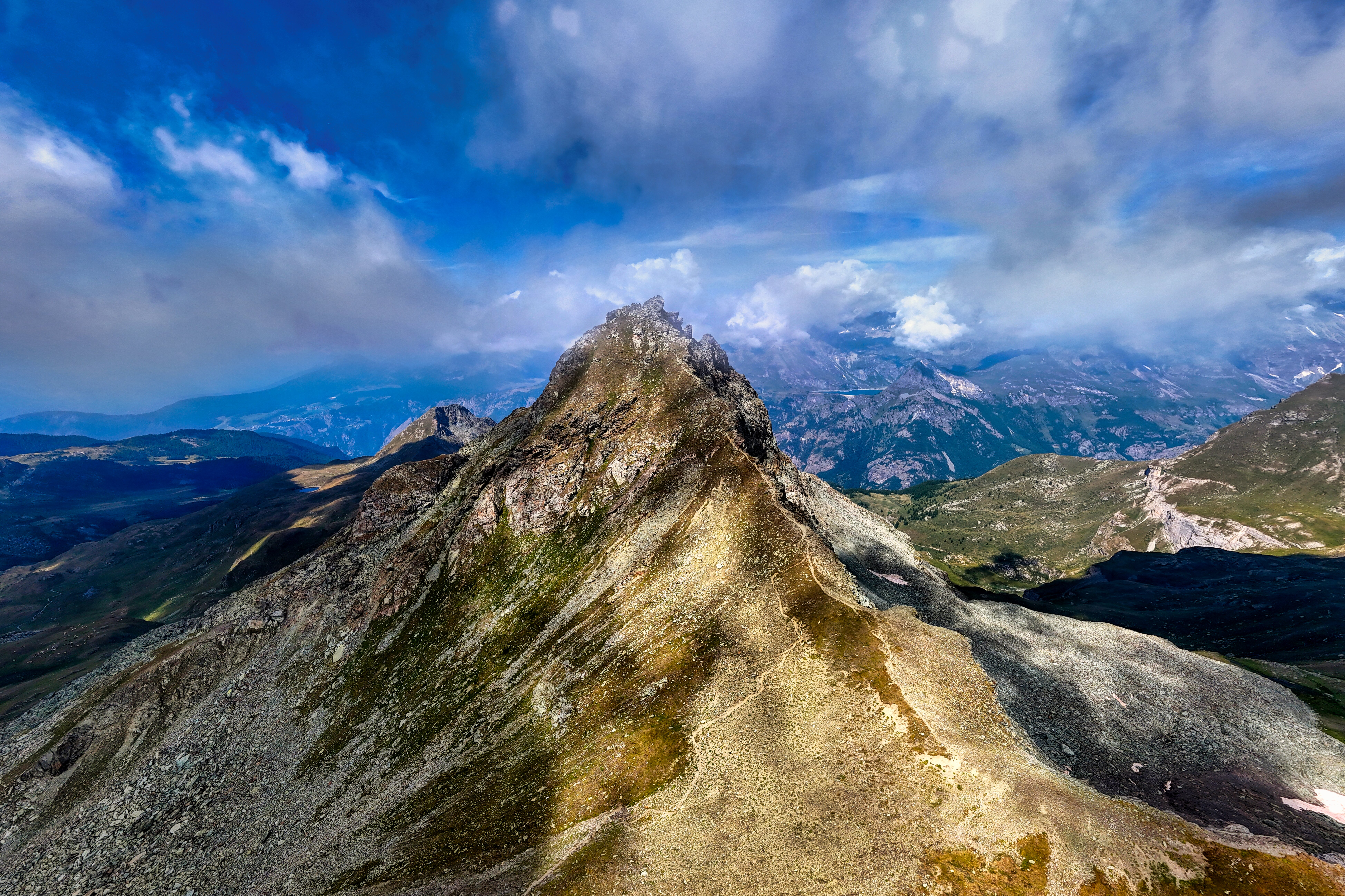
La Becca Trecare
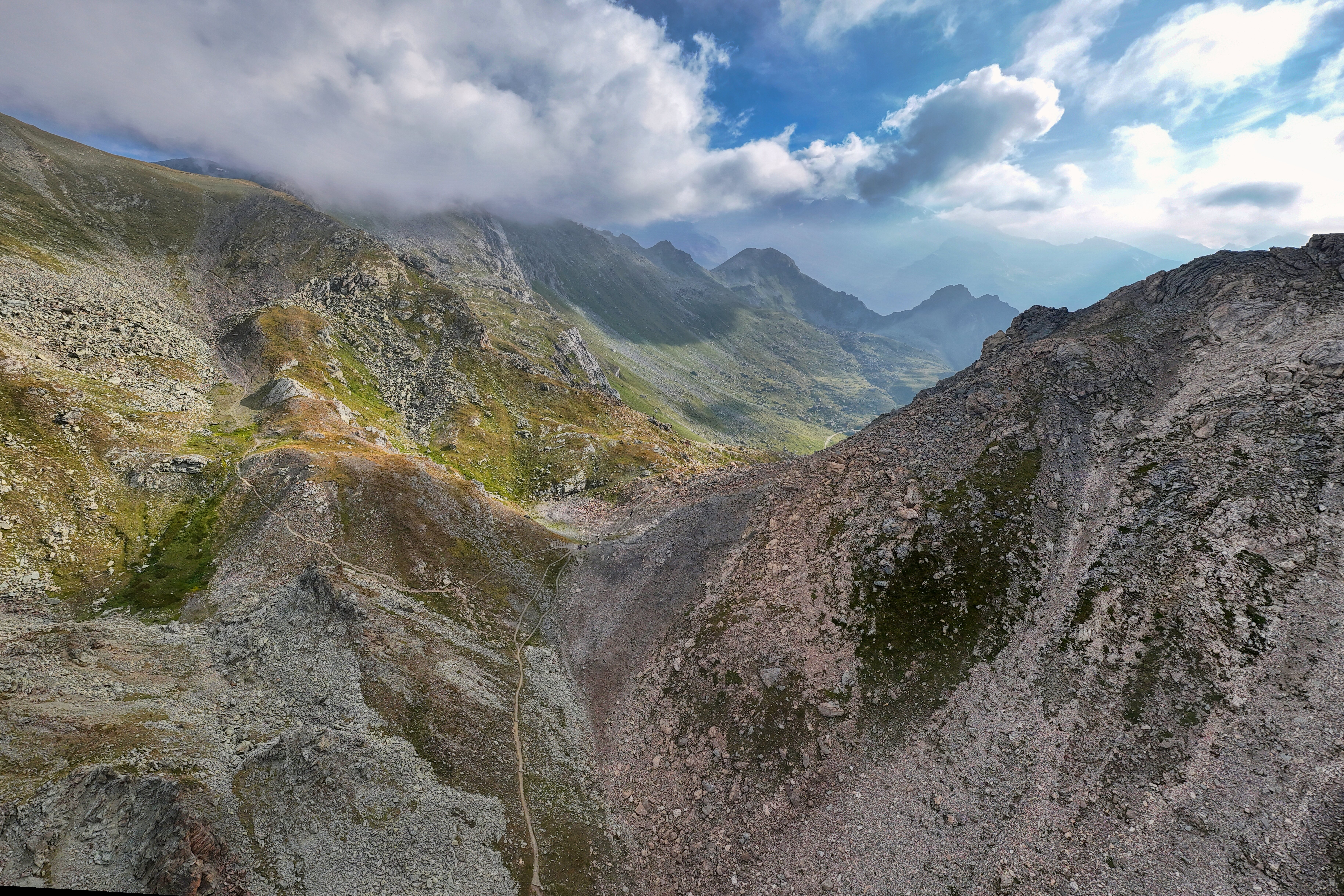
Il col de Nannaz
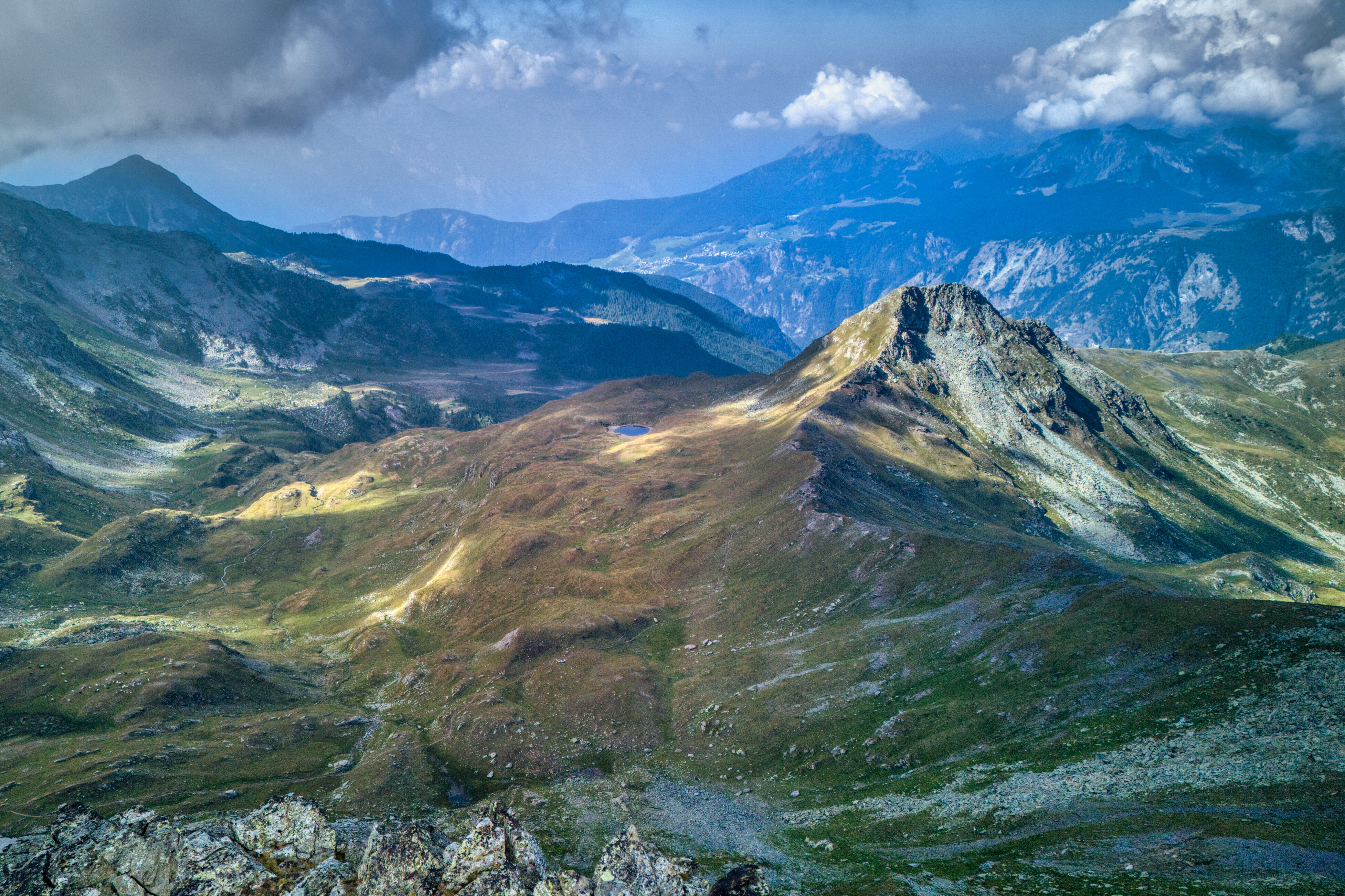
La Punta Falinère

## Traversate
Si possono compiere delle traversate verso Cheneil e La Magdeleine.

## Sport invernali
D'inverno il rifugio è toccato dalle piste da sci di Chamois. Si può fare fondo fino a La Magdeleine. Tramite gli impianti di risalita si può arrivare al santuario de la Clavalité e da lì scendere in sci fino a Cheneil, e se le condizioni della neve sono buone anche fino a Valtournenche.
Interessante l'itinerario di sci alpinismo che conduce al Col de Nana.